# Mary Adcock
Mary Adcock, född Palmer, död 1773, var en brittisk-amerikansk skådespelare. Hon är känd som en av medlemmarna av USA:s första professionella teatersällskap. 
Mary Adcock var dotter till en brittisk skådespelare vid namn Palmer.  Hon engagerades vid Hallam Company 1752, och blev tillsammans med sina kvinnliga kolleger i detta sällskap den första professionella skådespelerskan som uppträdde i de tretton kolonierna. Hon gifte sig med sin kollega William Adcock, och kallas 'Mrs. Adcock' i Philadelphia 1754. Mary Adcock tillhörde teaterns främsta krafter och spelade en rad olikartade roller som Lady Anne i Richard III, amman i Romeo och Julia och Regan i King Lear. Hon räknades som den mest framträdande skådespelerskan vid sällskapet efter Sarah Hallam Douglass och spelade de nästa viktigaste kvinnorollerna. Paret Adcock följde med Hallam Company till Jamaica 1755, men var inte med när dessa återvände till de tretton kolonierna tre år senare. Hon ersattes av Catharine Maria Harman.  
År 1758 noteras de ha uppträtt på Haymarket Theatre i London, och 1760–63 på Crow Street Theatre i Dublin; de uppträdde tillfälligt på Drury Lane Theatre 1764–65, men var aldrig lika framstående i Storbritannien som i USA, och spelade mest på Irland. Hon var mor till Sarah Maria Adcock Weston. 